# العلاقات الفلبينية المجرية
العلاقات الفلبينية المجرية هي العلاقات الثنائية التي تجمع بين الفلبين والمجر.

## مقارنة بين البلدين
هذه مقارنة عامة ومرجعية للدولتين:
| وجه المقارنة                                              | الفلبين                       | المجر                                                       |
| --------------------------------------------------------- | ----------------------------- | ----------------------------------------------------------- |
| المساحة (كم2)                                             | 343.45 ألف                    | 93.04 ألف                                                   |
| عدد السكان (نسمة)                                         | 104.92 مليون                  | 9.78 مليون                                                  |
| الكثافة السكانية (ن./كم²)                                 | 305.49                        | 105.12                                                      |
| العاصمة                                                   | مانيلا                        | بودابست                                                     |
| اللغة الرسمية                                             | اللغة الفلبينية، لغة إنجليزية | لغة مجرية                                                   |
| العملة                                                    | بيسو فلبيني                   | فورنت مجري                                                  |
| الناتج المحلي الإجمالي (بليون دولار)                      | 313.60 مليار                  | 139.14 مليار                                                |
| الناتج المحلي الإجمالي (تعادل القوة الشرائية) بليون دولار | 743.90 مليار                  | 260.42 مليار                                                |
| الناتج المحلي الإجمالي الاسمي للفرد دولار أمريكي          | 2.90 ألف                      | 12.36 ألف                                                   |
| الناتج المحلي الإجمالي للفرد دولار أمريكي                 | 7.39 ألف                      | 25.07 ألف                                                   |
| مؤشر التنمية البشرية                                      | 0.668                         | 0.828                                                       |
| رمز المكالمات الدولي                                      | +63                           | +36                                                         |
| رمز الإنترنت                                              | .ph                           | .hu                                                         |
| المنطقة الزمنية                                           | توقيت الفلبين                 | ت ع م+01:00، ت ع م+02:00، أوروبا/بودابست ‏، توقيت وسط أوروبا |

## منظمات دولية مشتركة
يشترك البلدان في عضوية مجموعة من المنظمات الدولية، منها:
| علم المنظمة | اسم المنظمة                               | تاريخ انضمام الفلبين | تاريخ انضمام المجر |
| ----------- | ----------------------------------------- | -------------------- | ------------------ |
|             | مؤسسة التنمية الدولية                     | 28 أكتوبر 1960       | 29 أبريل 1985      |
|             | يونسكو                                    | 21 نوفمبر 1946       | 14 سبتمبر 1948     |
|             | وكالة ضمان الاستثمار متعدد الأطراف        | 8 فبراير 1994        | 21 أبريل 1988      |
|             | الأمم المتحدة                             | 24 أكتوبر 1945       | 14 ديسمبر 1955     |
|             | الفريق المعني برصد الأرض                  | ?                    | ?                  |
|             | الاتحاد البريدي العالمي                   | ?                    | ?                  |
|             | البنك الدولي للإنشاء والتعمير             | 27 ديسمبر 1945       | 7 يوليو 1982       |
|             | الاتحاد الدولي للاتصالات                  | 25 مايو 1912         | 1866               |
|             | منظمة حظر الأسلحة الكيميائية              | ?                    | ?                  |
|             | مؤسسة التمويل الدولية                     | 12 أغسطس 1957        | 29 أبريل 1985      |
|             | المركز الدولي لتسوية المنازعات الاستشارية | 17 ديسمبر 1978       | 6 مارس 1987        |
|             | منظمة التجارة العالمية                    | 1995                 | 1995               |
|             | منظمة الشرطة الجنائية الدولية             | ?                    | ?                  |

## وصلات خارجية
- موقع وزارة الخارجية الفلبينية
- موقع وزارة الخارجية المجرية